# Vincent Lacoste

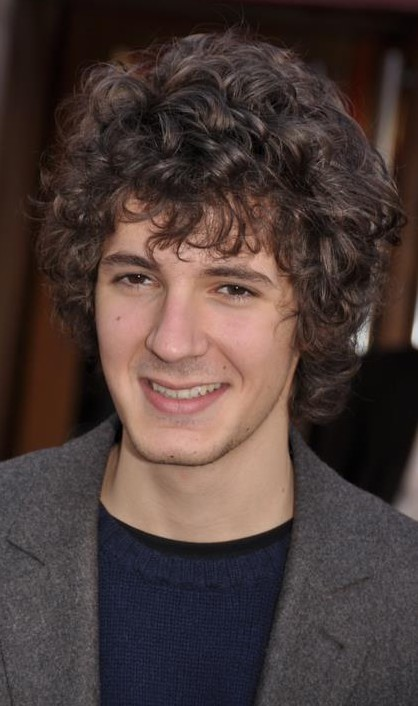
Vincent Lacoste (2012)

Vincent Simon Lacoste (* 3. Juli 1993 in Paris) ist ein französischer Schauspieler.

## Leben
Vincent Simon Lacoste ist der Sohn eines Anwalts und einer Arzthelferin. Im Jahr 2009 debütierte er in der Rolle des Hervé in der von Riad Sattouf inszenierten Filmkomödie Jungs bleiben Jungs auf der Leinwand. Dafür wurde er bei der Verleihung des französischen Filmpreises César 2010 als bester Nachwuchsdarsteller nominiert. Gemeinsam mit seinem Co-Darsteller Anthony Sonigo wurde er im gleichen Jahr als bester Nachwuchsdarsteller mit einem Prix Lumières ausgezeichnet. Im Jahr 2016 erhielt er den Patrick-Dewaere-Preis. Für seine Darstellung in Mein Leben mit Amanda wurde er 2019 für den César als Bester Hauptdarsteller nominiert und gewann 2022 den César als Bester Nebendarsteller für Verlorene Illusionen.

## Filmografie (Auswahl)
- 2009: Jungs bleiben Jungs (Les beaux gosses)
- 2011: Familientreffen mit Hindernissen (Le skylab)
- 2012: Asterix & Obelix – Im Auftrag Ihrer Majestät (Astérix et Obélix: Au service de sa majesté)
- 2012: Camille – Verliebt nochmal! (Camille redouble)
- 2014: Jacky im Königreich der Frauen (Jacky au royaume des filles)
- 2015: Tagebuch einer Kammerzofe (Journal d’une femme de chambre)
- 2015: Lolo – Drei ist einer zu viel (Lolo)
- 2015: Endlich frei (Peur de rien)
- 2016: Saint Amour – Drei gute Jahrgänge (Saint Amour)
- 2016: Victoria – Männer & andere Missgeschicke (Victoria)
- 2018: Mein Leben mit Amanda (Amanda)
- 2018: Sorry Angel (Plaire, aimer et courir vite)
- 2018: Das erste Jahr (Première année)
- 2019: Zimmer 212 – In einer magischen Nacht (Chambre 212)
- 2021: Verlorene Illusionen (Illusions perdues)
- 2022: Coma (nur Stimme)
- 2022: Le Parfum vert
- 2022: Irma Vep (Fernsehserie)
- 2022: Der Gymnasiast (Le lycéen)
- 2023: Le temps d´aimer
- 2024: Beating Hearts (L’amour ouf)
- 2025: Vie privée